# The Dead Weather
The Dead Weather é um supergrupo norte-americano de rock formado em Nashville, Tennessee, em 2009. Composto por Alison Mosshart (do The Kills e Discount), Jack White (do The White Stripes ,Jack White e The Raconteurs), Dean Fertita (do Queens of the Stone Age) e Jack Lawrence (do The Raconteurs e The Greenhornes), The Dead Weather foi revelada para o público na abertura dos estúdios da Third Man Records em Nashville, em 11 de março de 2009. A banda apresentou-se ao vivo pela primeira vez no evento e imediatamente depois lançou seu primeiro single Hang You from the Heavens. Em Julho do mesmo ano chegou às lojas o primeiro álbum do grupo, Horehound.

## Membros da super banda
- Alison Mosshart; vocal, guitarra, percussão;
- Dean Fertita; guitarra, órgão, piano, baixo, backing vocal;
- Jack Lawrence; baixo, guitarra, bateria, backing vocal;
- Jack White; bateria, vocal, guitarra.

## Formação
Quando os The Raconteurs estavam a actuar em Mephis, Tennesse, Jack White perdeu a voz e a banda perguntou a Alison Mosshart dos The Kills (que estavam a começar a sua carreira) se ela ajudava em algumas canções. Ela cantou nas músicas "Steady as She Goes" e "Salute Your Solution". Mais tarde, White perguntou-lhe se ela queria gravar algumas canções com ele e com o Jack Lawrence. Eles conheceram Dean Fertita no estúdio e acabaram por gravar mais de uma música por dia.
Decidiram formar uma banda. White disse que queria tocar bateria na banda, pois redescobriu este instrumento depois de ter tocado na música "Another Way to Die" com Alicia Keys. Ele já tinha tocado bateria em criança e para Goober&the Peas antes de formar os The White Stripes. White disse que sentia que tocar guitarra noutra banda seria muito redundante e viu uma oportunidade de experimentar algo diferente.

## Discografia

### Álbuns de estúdio
- Horehound (14 Julho de 2009)
- Sea of Cowards (11 Maio de 2010)
- Dodge and Burn (2015)

### Singles
- "Hang You From Heavens - Horehound" (11 de Março de 2009)
- "Treat Me Like Your Mother - Horehound" (25 de Maio de 2009)
- "I Cut Like a Buffalo - Horehound" (26 de Outubro de 2009)
- "Die By The Drop - Sea of Cowards" (30 de Março de 2010)
- ""Blue Blood Blues" 7" with B-Side "Jawbreaker" Live 12" with B-Side  "No Hassle Night"/"I Just Want to Make Love to You [Live] with name "The Triple Decker Record".